# Забеловщина Вторая
Забеловщина Вторая (укр. Забілівщина Друга) — посёлок при предприятии по культивации хмеля, расположенное на территории Борзнянского района Черниговской области (Украина). 
До 2016 года село носило название Большевик.

## Расположение
Расположено в 7 км на северо-восток от райцентра Борзны. Население — 89 чел. (на 2006 г.). Адрес совета: 16424, Черниговская обл., Борзнянский р-он, город Борзна, П.Куліша, 107 , тел. 2-13-44. Ближайшая ж/д станция — Дочь, 8 км.